# Сефтіка
Сефтіка (рум. Săftica) — село у повіті Ілфов в Румунії. Входить до складу комуни Балотешть.
Село розташоване на відстані 20 км на північ від Бухареста, 120 км на південь від Брашова.

## Населення
За даними перепису населення 2002 року у селі проживали 1149 осіб.
Національний склад населення села:
| Національність | Кількість осіб | Відсоток |
| -------------- | -------------- | -------- |
| румуни         | 1130           | 98,3%    |
| цигани         | 5              | 0,4%     |

Рідною мовою назвали:
| Мова      | Кількість осіб | Відсоток |
| --------- | -------------- | -------- |
| румунська | 1136           | 98,9%    |